# Цитадель (Будапешт)
Цитадель (Цитаделла, венг. Citadella) — фортификационное сооружение в Венгрии, в западной части Будапешта (Буде), на вершине горы Геллерт. Цитадель построена после подавления Венгерского восстания (1848—1849) по инициативе Юлиуса Якоба фон Гайнау императором Францем Иосифом I. Строительство завершено в 1854 году. Считается символом абсолютизма и тирании.
В начале XIX века на вершине горы Геллерт построена обсерватория по распоряжению эрцгерцога Австрийского, палатина Венгрии Иосифа. В 1815 году обсерваторию посетили российский император Александр I, австрийский император Франц II и король Пруссии Фридрих Вильгельм III. Обсерватория была снесена при строительстве Цитадели.
Цитадель длиной 220 м и высотой 14—16 метров с толщиной стен до 4 м служила местом размещения гарнизона и 60 пушек. После Австро-венгерского соглашения 1867 года Цитадель потеряла своё значение. В 1899 году Цитадель была покинута австрийскими войсками и была как символ угнетения частично разрушена. Во время Второй мировой войны осенью и зимой 1944/1945 года в казематах находились бомбоубежище, военный склад и госпиталь. В 1965 году Цитадель объявлена памятником, охраняемым государством.
В 1947 году на горе Геллерт установлена Статуя Свободы (скульптор Жигмонт Кишфалуди-Штробль). Первоначально монумент дополняла 6-метровая бронзовая скульптура советского воина с автоматом ППШ-41 на груди и знаменем. Надпись на постаменте гласила: «В память о советских героях-освободителях от благодарного венгерского народа. 1945». После перехода Венгрии к демократии в 1989 году фигуру солдата перенесли в парк Мементо. Новая надпись на монументе гласит: «В память всех тех, кто пожертвовал свои жизни ради независимости, свободы и процветания Венгрии.»
В настоящее время идёт реконструкция. Планируется открытие в 2022 году.
- Статуя Свободы в 1953 году
- Статуя красноармейца в парке Мементо. Прототип — В. М. Головцов